# Ищван V
Ищван V (на унгарски: V. István) е крал на Унгария и Хърватия (1270 – 1272), херцог на Щирия (1258 – 1260).

## Произход и управление
Той е син на крал Бела IV и Мария Ласкарина. Приживе на Бела, през 1245 г. Ищван е коронован за младши крал.
През 1262 – 1265 година започва конфликт между баща и син, който придобива характер на въоръжено стълкновение. Съгласно съглашение от 23 март 1266 година Бела IV и Ищван V разделят страната на две части, които са контролирани от всеки един от тях по отделно.
Ищван V заедно с баща си оформя „Златна була“ от 1267 година. Това е законодателен акт, който обединява дребните и средните феодали под името „Nobiles“. Ищван води своя самостоятелна политика и сключва договор през 1269 година с Шарл I Анжуйски.

## Самостоятелно управление
След смъртта на баща си на 3 май 1270 година Ищван наследява цялото кралство, макар Бела IV в своето завещание да възлага управлението на своята дъщеря Анна и нейния съпруг Отокар II, крал на Бохемия.
След няколко конфликта на границата скоро започва война с Отокар II, който със своята войска навлиза в Унгария. Ищван V е победен в две малки сражения, но накрая удържа решителна победа на 21 май 1271 година над чешката и австрийска армии на Отокар II. По условията на последващия мирен договор чешкия крал е принуден да върне крепости, завзети от него по време на военната кампания, а Ищван V се отказва от своите претенции относно връщане на кралската хазна, която неговата сестра Ана пренася в Прага.
През лятото на 1272 година Ищван V пътува за Далмация, където се готви за среща с крал Шарл I Анжуйски, когато му съобщават, че бан Йоаким Гут-Келед е похитил неговия малолетен син Ласло. Ищван V обсажда замъка, но на 6 август 1272 година внезапно умира.
- Коронацията на Ищван V. – буква от илюстрован ръкопис
- Короната на Ищван V.
- Херцогство Щирия на картата на съвременните Австрия и Словения

## Брак и деца
Ищван сключва брак с Елизабет Куманката, 1239/40 – 1290). Тя е дъщеря на хан Котян и на съпругата му от съюзното му Галичко-Волинско княжество. Така след заселването на куманите в Кралство Унгария съюзът им с унгарците е скрепен с този династичен брак.
След сключване на брака Елизабет приема католическата вяра. След смъртта на съпруга си, от 6 август 1272 година поема регентството върху малолетния си син и крал на Унгария Ласло IV.
Ищван V и Елизабет имат поне шест деца:
- Елизабет Унгарска (* ок. 1255, † 1313). Първи брак със Завиш фон Фалкенщайн (* ок. 1250, † 1290); втори брак със Стефан Милутин (и за двамата това е втори брак);
- Каталина Унгарска (* ок. 1257, † сл. 1314), омъжена за Стефан Драгутин;
- Мария Унгарска (* 1258, † 1323), омъжена за Карл II Анжуйски, крал на Неапол;
- Анна Унгарска (* ок. 1260, † 1281), омъжена за император Андроник II Палеолог;
- Ласло IV (* 1262, † 1290), крал на Унгария, Хърватия и Далмация, женен за Елизабет Анжуйска;
- Андраш (* 1268, † 1278), херцог на Славония;